# Declan Lang
Declan Ronan Lang (né le 15 avril 1950 à Cowes) est un ecclésiastique britannique de confession catholique. Il est ordonné évêque en 2001, pour prendre la tête du diocèse de Clifton qu'il dirige jusqu'en 2024.

## Carrière
Declan Lang est né en 1950 de parents irlandais. Il fait ses études primaires dans l'Île de Wight où son père est installé comme médecin. Il rejoint ensuite, à l'âge de 18 ans, le séminaire d'Allen Hall (en), à Ware, tout en poursuivant des études universitaires au Royal Holloway College de l'Université de Londres, où il décroche un Baccalauréat en arts d'histoire.
Il est ordonné prêtre le 7 juin 1975 pour le diocèse de Portsmouth par l'évêque Derek Worlock dans la cathédrale Saint-Jean-l'Évangéliste. Comme premier poste il reçoit une charge de prêtre assistant pour la cathédrale et d'aumônier scolaire.
Quatre ans plus tard, il devient secrétaire du nouvel évêque Anthony Emery (en) et chancelier du diocèse. Il aura également des postes dans les paroisses de Our Lady, Queen of Apostles, à Bishop's Waltham, puis du Sacré-Cœur à Bournemouth.
En septembre 1990 il est nommé modérateur de la Curie et administrateur de la cathédrale, puis vicaire général en 1996.
Le 27 février 2001, le pape Jean-Paul II nomme Declan Lang évêque de Clifton. Il est consacré le 28 mars suivant. Le principal consécrateur est l'évêque sortant Mervyn Alexander, assisté de l'archevêque de Birmingham Vincent Nichols et de l'évêque de Portsmouth Crispian Hollis (en).
Au sein de la conférence des évêques, Declan Lang dirige le comité pour la théologie, la foi et la culture. Il est également coprésident des comités supervisant le dialogue avec les anglicans et l'United Reformed Church. Il dirige enfin le département des affaires internationales ; à ce titre, il envoie en mars 2011 un message aux chrétiens du Pakistan pour déplorer la mort de Shahbaz Bhatti.
Dans son diocèse, l'évêque Lang a mis sur pied un département spécifique pour l'évangélisation et la formation des adultes, ainsi qu'un département chargé des écoles et universités. L'accent mis sur ces thématiques a été salué en 2004, par l'hebdomadaire catholique The Tablet dont l'éditrice-en-chef n'hésite pas à voir en Declan Lang le futur archevêque de Westminster des années 2020. 
L'évêque Lang met sur pied en 2011 une récompense nationale pour les paroisses qui engagent le plus d'efforts pour promouvoir un mode de vie simple, durable et solidaire avec les pays les plus pauvres : la Livesimply award.
Le 14 mars 2024, il quitte ses fonctions d'évêque de Clifton, un an avant d'atteindre l'âge limite de 75 ans.

## Sources
- (en) Biographie sur le site du diocèse de Clifton